# Орфеево коприварче
Орфеевото коприварче (Sylvia hortensis) е птица от семейство Коприварчеви (Sylviidae). Среща се и в България.
Съгласно новите схващания за систематиката на коприварчетата, в България, на Балканите и в Мала Азия е разпространено източното орфеево коприварче (Sylvia crassirostris). Западното орфеево коприварче (Sylvia hortensis) не обитава България.